# Thelétra
Thelétra (grec moderne : Θελέτρα) est un village chypriote situé dans le district de Paphos et comptant plus de 269 habitants.